# Franz Preissig
Franz Preissig (cca 1815 – 9. června 1884 Opava) byl rakouský politik německé národnosti z Moravy; poslanec Moravského zemského sněmu a starosta Příboru.

## Biografie
V roce 1858 se stal čestným občanem města Příbor, kde po dva roky působil jako člen obecní rady a dalších 11 let jako starosta. Ve starostenské funkci se uvádí již roku 1869.
V 60. letech se zapojil i do vysoké politiky. V doplňovacích zemských volbách 24. června 1869 byl zvolen na Moravský zemský sněm, za kurii městskou, obvod Příbor, Fulnek, Frenštát. Mandát zde obhájil i v řádných zemských volbách 1870. V zemských volbách v září 1871 místo něj v tomto obvodu uspěl český kandidát Adolf Raška, stejně jako v zemských volbách v prosinci 1871. Preissig se do sněmu vrátil po zemských volbách roku 1878. Poslancem byl až do své smrti roku 1884. V roce 1869 se uvádí jako ústavověrný kandidát tzv. Ústavní strany (liberálně a centralisticky orientovaná). Stejně tak ve volbách roku 1878 byl uváděn coby liberální kandidát.
Zemřel v červnu 1884 ve věku 70 let. Zápis v matriční knize uvádí, že mu bylo 69 let.